# Застава М91
Zastava M91 — югославская и сербская снайперская винтовка. Сконструирована на основе винтовки Zastava M76.

## Конструкция
Автоматика работает по принципу отвода части пороховых газов с длинным ходом поршня. Режим огня — только одиночными выстрелами. Запирание канала ствола производится поворотом затвора с двумя боевыми упорами. В дульной части ствола нарезана резьба для установки дульных устройств, установлен пламегаситель. Возможна установка глушителя. Ствольная коробка — стальная. До 2012 года винтовки выпускались с фрезерованной ствольной коробкой, после 2012 — со штампованной. Предохранитель расположен на правой стороне ствольной коробки. В газовой каморе установлен трёхпозиционный регулятор для изменения скорости отката затворной рамы при работе в сложных условиях. Прицельные приспособления состоят из мушки и прицела секторного типа, могли оснащаться тритиевыми элементами для стрельбы в тёмное время суток. Оптический прицел устанавливается на крепление типа «ласточкин хвост», расположенное на левой стороне ствольной коробки. Винтовка оснащается шестикратным оптическим прицелом Zrak ON-M91 или четырёхкратным ПОСП. Возможна установка ночного прицела Zrak PN 5×80. Цевьё и приклад выполнялись из дерева, позднее — из полимера. Полимерное цевьё могло оснащаться планками Пикатинни. Приклад нескладной, с резиновым затыльником. Винтовка могла быть укомплектована штык-ножом.
Винтовка представлена на рынке гражданского оружия.
Несмотря на внешнюю схожесть с СВД, M91 не является её вариантом: в отличие от M91, СВД работает по принципу отвода части пороховых газов с коротким ходом поршня.

## Варианты
Производится в двух вариантах: под патрон 7,62 × 54 мм R и 7,62 × 51 мм НАТО.
- Вариант под патрон 7,62 × 54 мм R имеет канал ствола с 6 нарезами, шаг нарезов — 254 мм[4].
- Вариант под патрон 7,62 × 51 мм НАТО имеет канал ствола с 4 нарезами, шаг нарезов — 240 мм[4].

## Страны-эксплуатанты
- Босния и Герцеговина[9][10] — в т. ч. используется полицейским спецназом Республики Сербской[11]
- Ирак[12]
- Северная Македония[13]
- Сербия[14][15]
- Черногория[16]

## Cм. также
- Zastava SRX20
- PSL